# Bersame-Gletscher
Der Bersame-Gletscher (bulgarisch Ледник Берсаме Lednik Bersame) ist ein 2,4 km langer und 1,5 km breiter Gletscher auf Clarence Island im Archipel der Südlichen Shetlandinseln. Er fließt von den Hängen des Mount Llana auf der Westseite des Urda Ridge nordöstlich des Giridawa-Gletschers in nordwestlicher Richtung zum Südlichen Ozean.
Britische Wissenschaftler kartierten ihn 1972 und 2009. Die bulgarische Kommission für Antarktische Geographische Namen benannte ihn 2014 nach der thrakischen Ortschaft Bersame im Südwesten des heutigen Bulgariens.